# Nitra
Nitra (prononciation slovaque : [ˈɲitra]  ; nom historique français : Nitrie ; allemand : Neutra  ; hongrois : Nyitra [ˈɲitrɒ] ou, plus anciennement, Nyitria) est une ville de Slovaquie occidentale. Avec Bratislava, c’est l’une des plus anciennes villes de Slovaquie.

## Géographie

### Situation

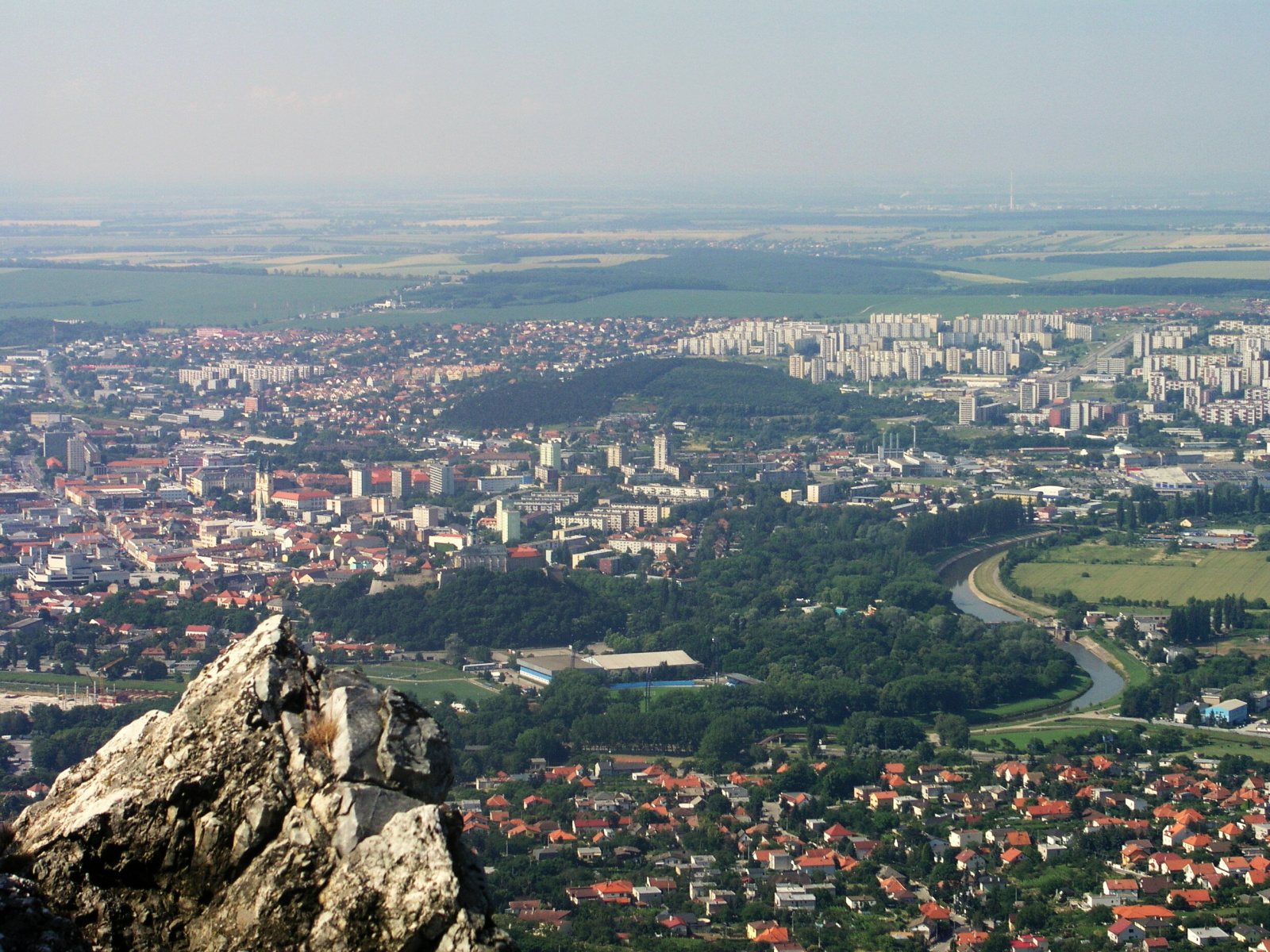
Nitra vue depuis le mont Zobor

Nitra se situe au bord de la rivière portant le même nom, au pied du mont Zobor, dans l’ouest de la Slovaquie. Elle donne aussi son nom à la région de Nitra.
Avec 78 351 habitants au 31 décembre 2013, Nitra est la sixième ville du pays, derrière Bratislava, Košice, Prešov, Žilina et Banská Bystrica. C’est également la capitale de la région de Nitra.

### Quartiers

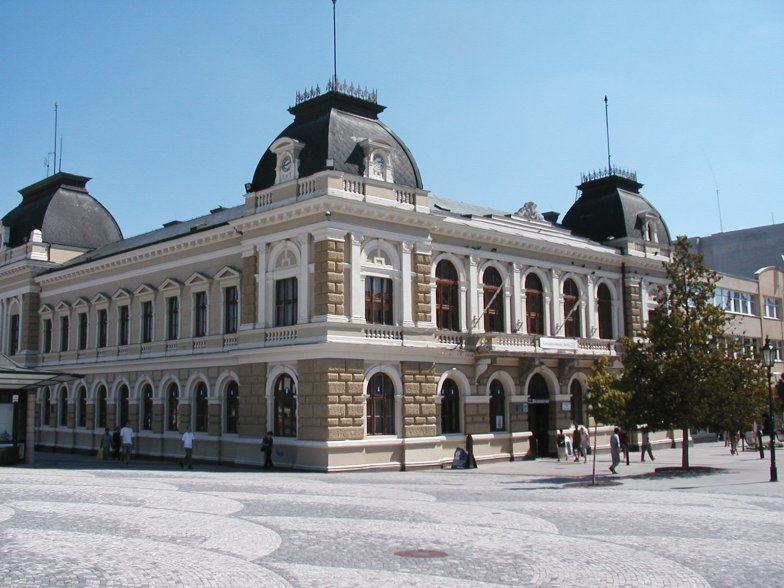
La place Svätopluk dans la Vieille ville

Nitra est constituée de 13 quartiers : Čermáň, Diely, Dolné Krškany, Dražovce, Horné Krškany, Chrenová, Janíkovce, Klokočina, Kynek, Mlynárce, Párovce, Párovské Háje, Vieille ville (Staré mesto) et Zobor.

### Communes limitrophes
| Čakajovce, Zbehy, Lužianky | Jelšovce                       | Podhorany, Nitrianske Hrnčiarovce |
| Lehota, Jarok              | Nitra                          | Malý Lapáš                        |
| Cabaj-Čápor                | Svätoplukovo, Ivanka pri Nitre | Veľký Lapáš, Golianovo, Čechynce  |

### Climat

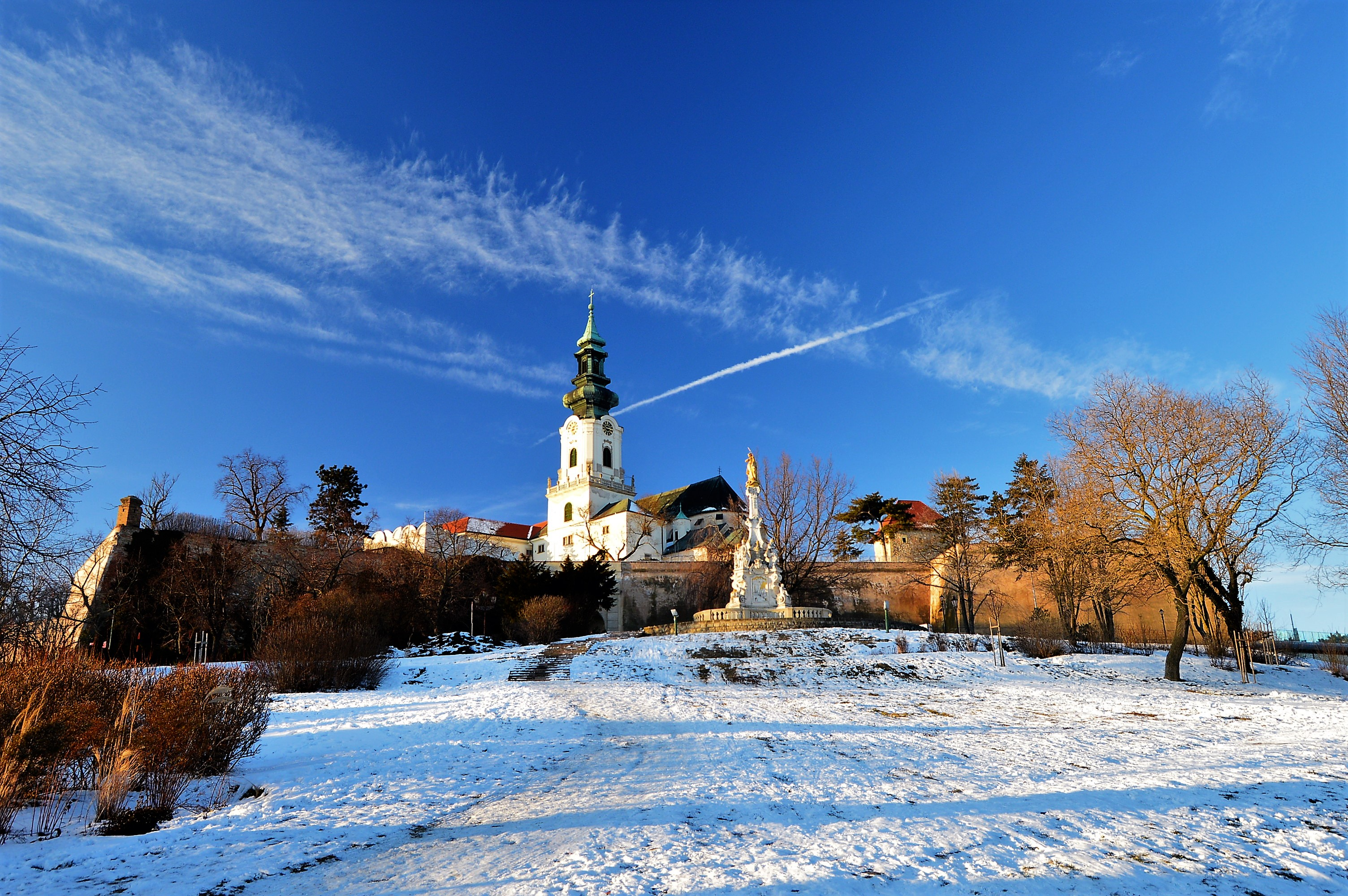
Le château de Nitra en hiver

Le climat de Nitra est de type continental tempéré avec quatre saisons bien distinctes. Les températures moyennes varient de −1 °C en janvier à 19 °C en juillet avec une moyenne annuelle qui se situe à 10 °C. Le total annuel des précipitations est d’environ 490 mm.
| Mois                              | jan. | fév. | mars | avril | mai  | juin | jui. | août | sep. | oct. | nov. | déc. | année |
| --------------------------------- | ---- | ---- | ---- | ----- | ---- | ---- | ---- | ---- | ---- | ---- | ---- | ---- | ----- |
| Température minimale moyenne (°C) | −4,4 | −2,8 | 1,1  | 4,4   | 9,4  | 12,2 | 13,3 | 13,3 | 10,6 | 6,1  | 1,1  | −1,7 | 5,2   |
| Température moyenne (°C)          | −1,1 | 0,6  | 5,6  | 10    | 15   | 17,8 | 19,4 | 19,4 | 16,1 | 11,1 | 3,9  | 0,6  | 9,9   |
| Température maximale moyenne (°C) | 1,7  | 3,9  | 10   | 15    | 20,6 | 23,9 | 26,1 | 25,6 | 21,7 | 15,6 | 7,2  | 3,3  | 14,5  |
| Précipitations (mm)               | 25   | 31   | 27   | 33    | 58   | 62   | 43   | 52   | 40   | 29   | 49   | 38   | 487   |

## Histoire[6]

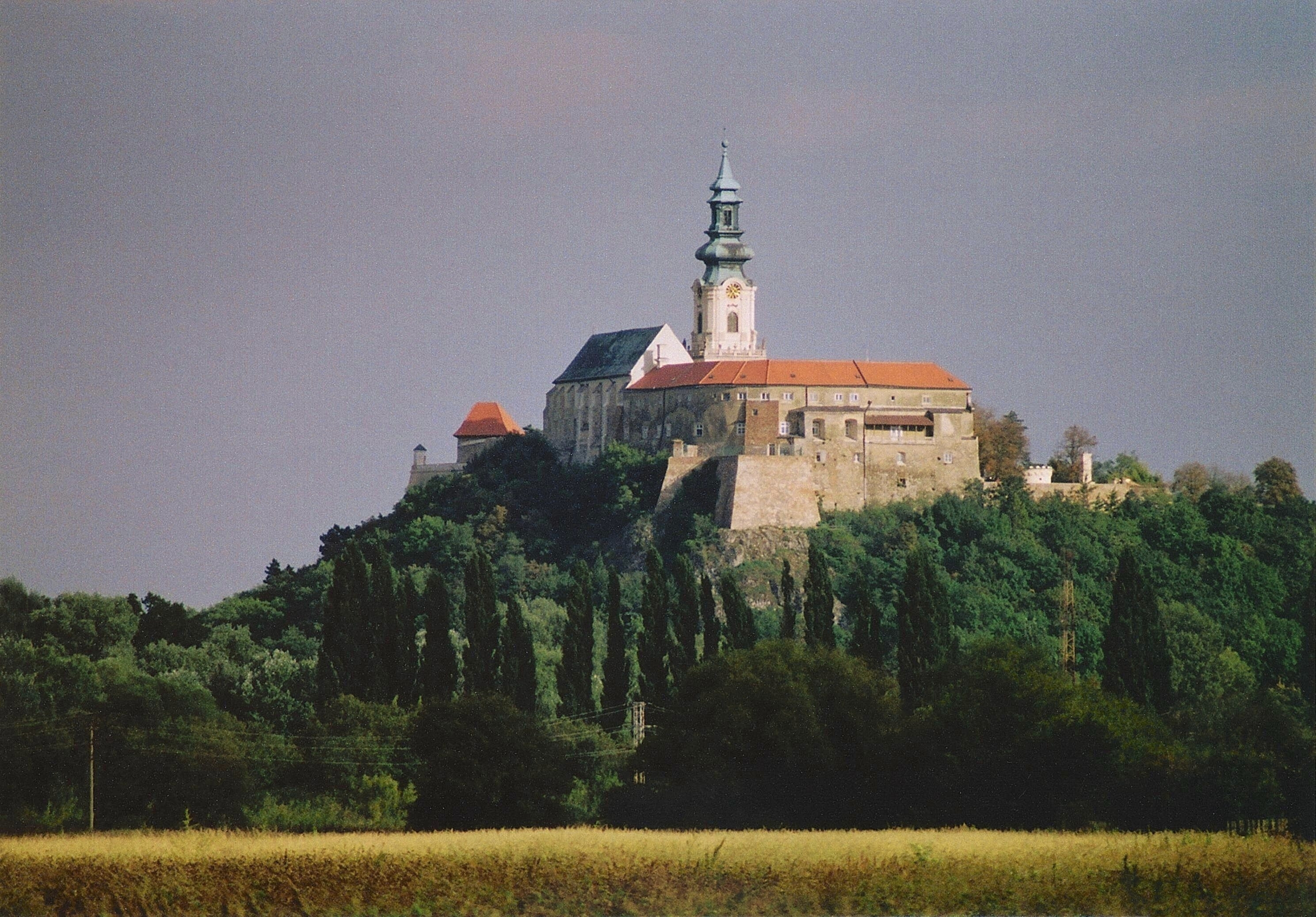
Le château de Nitra

La première mention de Nitra vient d'un document de 871 faisant référence à un site fortifié et à une église chrétienne qui fut consacrée vers 820. Par une lettre du pape Jean VIII, elle devient un diocèse en 880.

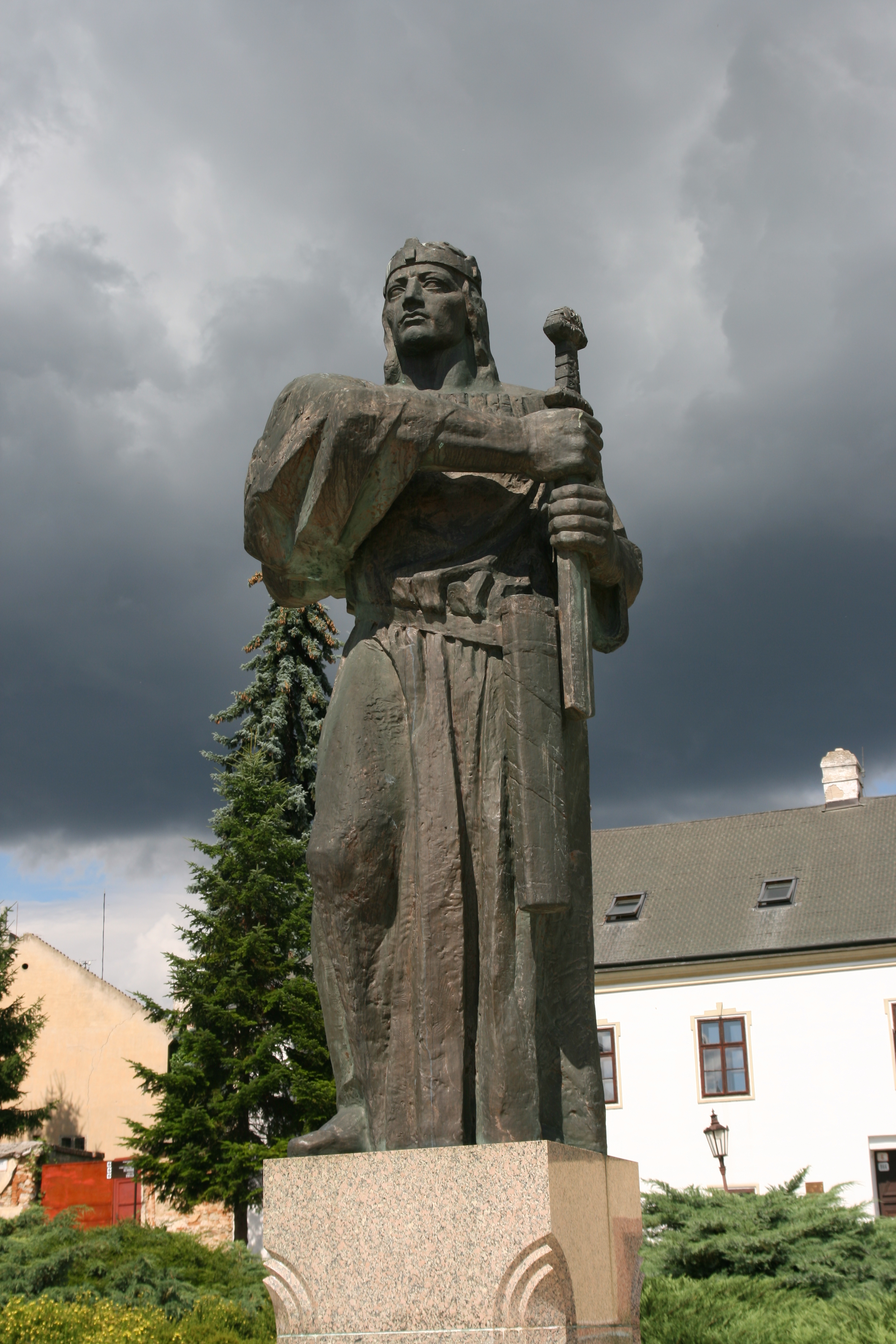
Statue de Pribina, prince de la principauté de Nitra

Au IXe siècle, la ville de Nitra fut le siège de la principauté de Nitra. Cette principauté constitue historiquement le premier État slovaque connu.
Au début du XIIe siècle sont construits le premier monastère ainsi que la plus ancienne école de Slovaquie. Bela IV accorde à la ville les privilèges municipaux au XIIIe en remerciement de sa résistance à l'invasion tatare, privilèges qu'elle perd au Moyen Âge. Dévastée et pillée lors de l'invasion turque ainsi que lors des révoltes contre les Habsbourgs des XVIe et XVIIe siècles, elle ne se relève qu'à partir du milieu du XVIIIe siècle avec notamment la fondation du collège piariste, du lycée, de la Haute école théologique et du séminaire presbytéral.
Son développement économique date du XIXe siècle grâce à ses activités agricoles.

## Population
| Année:               | 1994.  | 2004.   | 2014.   | 2024.   |
| -------------------- | ------ | ------- | ------- | ------- |
| Nombre de personnes: | 87 127 | 85 742  | 78 033  | 75 945  |
| Différence:          |        | -1,58 % | -8,99 % | -2,67 % |

| Année:               | 2023.  | 2024.   |
| -------------------- | ------ | ------- |
| Nombre de personnes: | 76 499 | 75 945  |
| Différence:          |        | -0,72 % |

La population de Nitra est estimée à 78 351 habitants (au 31 décembre 2013), dont 37 442 hommes (47,8 %) et 40 909 femmes (52,2 %).

### Pyramide des âges
Voici la pyramide des âges à Nitra selon le recensement de 2011.
| Hommes | Classe d’âge | Femmes |
| ------ | ------------ | ------ |
| 0      | 100+         | 2      |
| 8      | 95-99        | 39     |
| 45     | 90-94        | 150    |
| 208    | 85-89        | 469    |
| 433    | 80-84        | 925    |
| 792    | 75-79        | 1 314  |
| 1 029  | 70-74        | 1 600  |
| 1 452  | 65-69        | 1 996  |
| 2 291  | 60-64        | 2 814  |
| 2 922  | 55-59        | 3 550  |
| 2 847  | 50-54        | 3 194  |
| 2 552  | 45-49        | 2 930  |
| 2 370  | 40-44        | 2 638  |
| 3 167  | 35-39        | 3 156  |
| 3 549  | 30-34        | 3 403  |
| 3 452  | 25-29        | 3 294  |
| 2 992  | 20-24        | 2 791  |
| 2 219  | 15-19        | 2 023  |
| 1 733  | 10-14        | 1 677  |
| 1 631  | 5-9          | 1 507  |
| 1 927  | 0-4          | 1 796  |

### Ethnies
La grande majorité de la population de Nitra est slovaque : 70 447 personnes, soit 89,3 % de la population (95,7 % de ceux qui ont déclaré leur ethnie au recensement de 2011). On trouve aussi une minorité hongroise qui représente 2 % de la population.
| Ethnie      | Nombre | Pourcentage |
| ----------- | ------ | ----------- |
| Slovaques   | 70 447 | 95,8 %      |
| Hongrois    | 1 443  | 2,0 %       |
| Roms        | 521    | 0,7 %       |
| Tchèques    | 520    | 0,7 %       |
| Moraves     | 72     | 0,1 %       |
| Polonais    | 72     | 0,1 %       |
| Autres      | 511    | 0,7 %       |
| Non précisé | 5 330  | —           |

## Culture

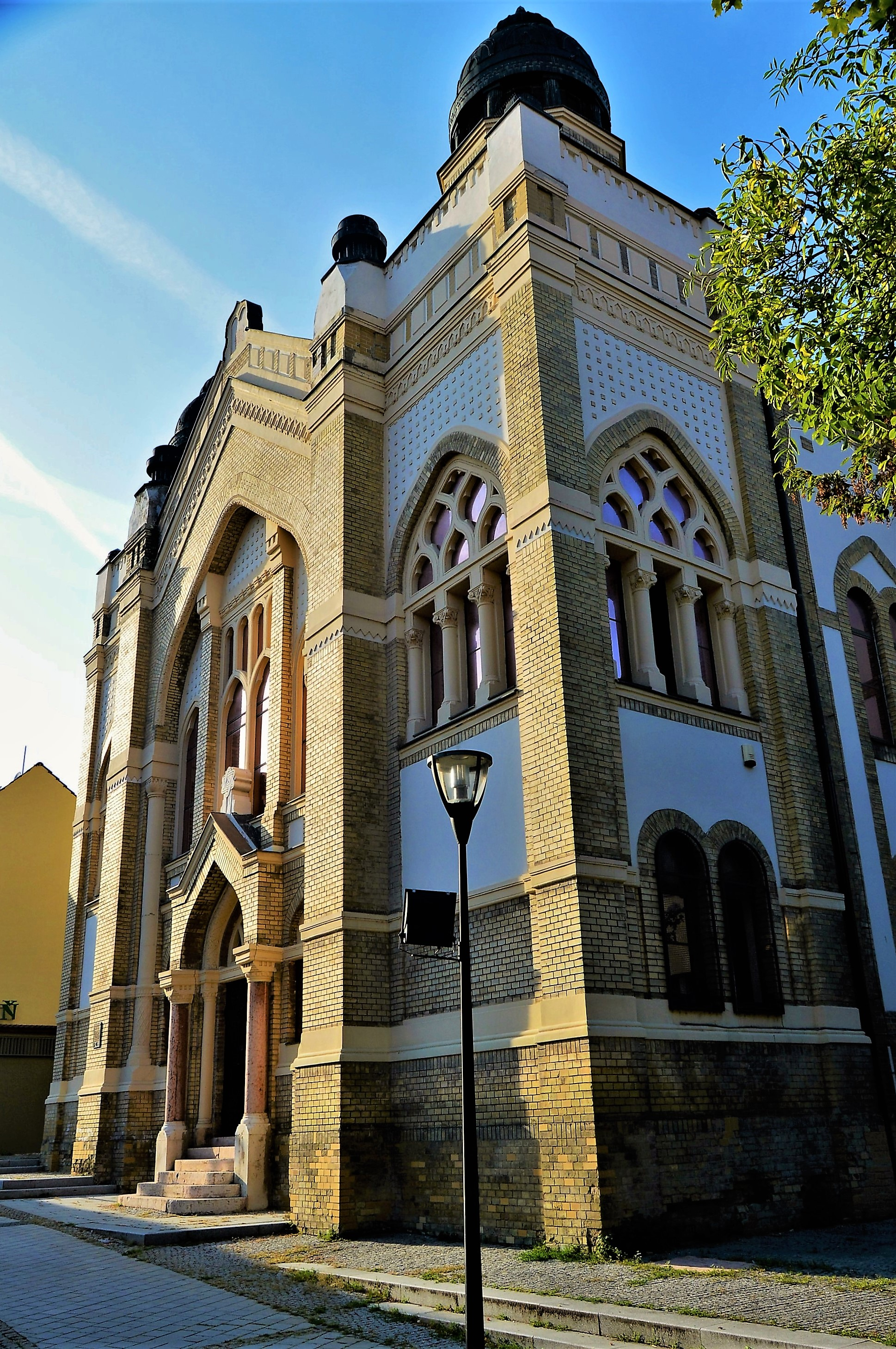
La synagogue de Nitra.

- La synagogue de Nitra, bâtiment classé, se visite et on y trouve un musée sur l'importante communauté juive existante dans la ville avant l'Holocauste.

### Musique
Les groupes de rock Horkýže Slíže et Desmod sont originaires de Nitra.

### Sport
Le HK Nitra, club de hockey sur glace de Nitra, joue dans l’Extraliga, plus haute division slovaque. La ville a aussi un club de football, le FC Nitra, ainsi que des clubs de basket-ball (BK Nitra et l’équipe féminine BK UKF Nitra).

### Événements
Du 23 au 30 juillet 2016, la ville a accueilli le 101e congrès mondial d'espéranto.

## Personnalités
- Julius Bartfay (1888-1979), sculpteur, né à Nitra, décédé à Bratislava ;
- Béla Ier de Hongrie (?–1063), duc de Nitra, roi de Hongrie ;
- Saint Bystrík (?–1046), évêque de Nitra ;
- Vilmos Fraknói (1843–1924), historien hongrois ;
- Koceľ, prince de la Principauté du Balaton ;
- Juraj Kolník (1980–), hockeyeur ;
- Jan Chryzostom Korec (1924–2015), évêque de Nitra et cardinal ;
- Milan Hübl Écrivain Tchèque, né le 27 janvier 1927 à Nitra – mort le 28 octobre 1989 à Prague ;
- Anton Lehmden (1929–), peintre, artiste autrichien ;
- Branislav Mezei (1980–), hockeyeur ;
- Erik Marinov (1977–), hockeyeur ;
- Ľubomír Moravčík (1965–), footballeur ;
- Zita Pleštinská (1961–), membre du Parlement européen ;
- Pribina (?–861), prince de Nitra puis du Balaton ;
- Štefan Ružička (1985–), hockeyeur ;
- Jozef Stümpel (1972–), hockeyeur ;
- Svatopluk Ier, (830–894), prince de Nitra, roi de la Grande Moravie ;
- Svatopluk II, prince de Nitra ;
- Léopold Szondi (1893–1986), psychanalyste hongrois ;
- Shraga Weil (1918-2009), artiste israélien né à Nitra.

## Jumelages
La ville de Nitra est jumelée avec :
- Bački Petrovac (Serbie) depuis le 15 octobre 1998 ;
- České Budějovice (Tchéquie) depuis le 7 mai 1994 ;
- Gosford (Australie) depuis le 10 septembre 1988 ;
- Kroměříž (Tchéquie) depuis le 1er décembre 1972 ;
- Naperville (États-Unis) depuis le 17 novembre 1993 ;
- Osijek (Croatie) depuis décembre 1997 ;
- Spišská Nová Ves (Slovaquie) depuis le 20 septembre 1999 ;
- Veszprém (Hongrie) depuis le 7 novembre 2012 ;
- Zielona Góra (Pologne) depuis le 18 septembre 1992 ;
- Zoetermeer (Pays-Bas) depuis le 30 juin 1994.